# أربير أليو
أربير أليو (بالألبانية: Arbër Aliu‏) هو لاعب كرة قدم ألباني في مركز الدفاع، ولد في 13 يناير 1988 في دراس في ألبانيا. لعب مع بارتيزاني تيرانا ونادي سكندربيو كورتشه ونادي كامزا.